# Чан'е-5
 «Чан'е-5» (кит.: 嫦娥五号; піньїнь: Cháng'é wǔhào) — китайська місія з дослідження Місяця, яка складається зі спускної платформи і засобу доставки зразків. Це перша місія Китаю з доставки зразків, яка мала за мету доправити на Землю не менше 2 кг реголіту і зразків порід. Як і чотири попередні місії, названа на честь китайської богині місяця Чан'е. Це перша місія з доставки зразків з Місяця з 1976 року (Луна-24).
Запуск здійснено 23 листопада 2020 року. 16 грудня 2020 року капсула з 1,731 кг зразків успішно приземлилась у Внутрішній Монголії.

## Огляд

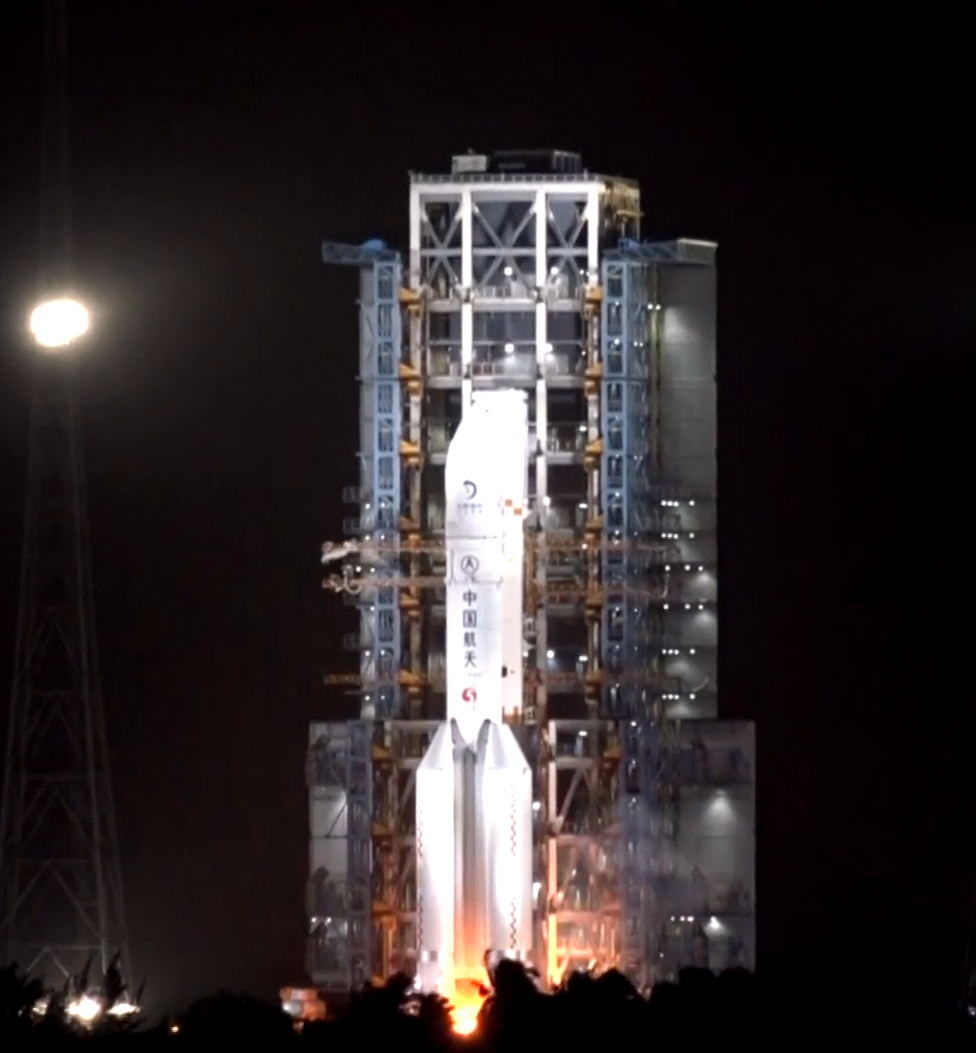
Запуск

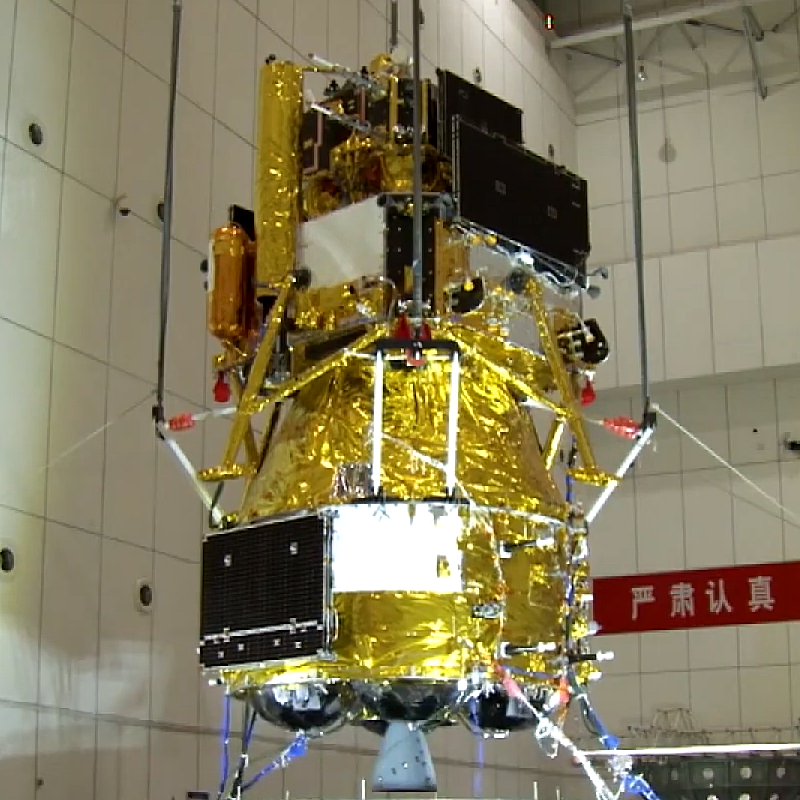
«Чан'е-5» перед запуском

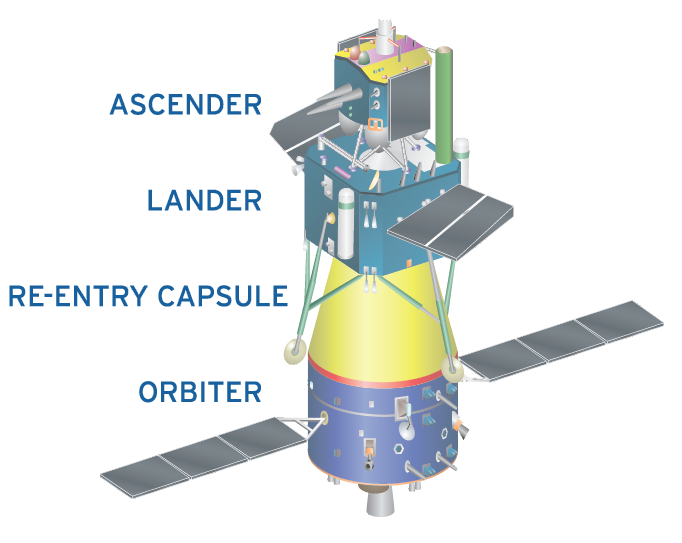
Модулі апарата

Китайська програма з дослідження Місяця передбачає три стадії поступового технологічного прогресу: перша — досягнення орбіти Місяця, це завдання виконала місія Чан'е-1 у 2007 і Чан'е-2 у 2010 роках. Друга стадія — приземлення на поверхню Місяця і дослідження її за допомогою місяцеходів, це завдання виконала місія Чан'е-3 у 2013 і Чан'е-4 у 2019. Третя стадія передбачає збір зразків і повернення на Землю зі зворотнього боку Місяця, ці завдання будуть покладені на місії Чан'е-5 і Чан'е-6. Програма має за мету полегшити посадку пілотованого місячного модуля у 2030-х і можливе будівництво бази біля південного полюса.

## Історія місії
Запуск зонду планували здійснити ракетою-носієм «Великий похід-5» з космодрому Веньчан, острів Хайнань, проте аварія цієї ракети у 2017 поставила під сумнів її здатність вивести зонд Чан'е-5. Запуск було перенесено на 2019 рік, а згодом — на листопад 2020.
Посадку було заплановано на північний регіон Місяця — в районі піку Рюмкера в Океані Бур. Це місце привернуло увагу науковців особливостями складу лави, надзвичайно малим її віком (що важливо для калібрування методу датування за допомогою підрахунку кратерів), віддаленістю від усіх інших регіонів Місяця, звідки доставляли зразки, а також рівною поверхнею, що сприяє успішній посадці
Місія складається з чотирьох модулів: спускний апарат зібрав зразки ґрунту й перемістив їх у злітний модуль, що вийшов на орбіту навколо Місяця. Там він здійснив стикування з орбітальним апаратом і зразки були переміщені у спеціальну капсулу для доставки на Землю.
Стартова маса складає приблизно 3780 кг, спускний апарат — 1200 кг, засіб доставки зразків — 120 кг.
1 грудня 2020 року, близько 15:13 UT, спускний апарат успішно сів на Місяць у запланованому регіоні. Наступного дня були поширені фото та відео спуску, а також поверхні Місяця. Він зібрав 1,73 кг зразків з глибини приблизно до 1 м.
2 грудня 2020 року апарат завершив буріння грунту та пакування зразків.
3 грудня 2020 року, о 15:10 UT, апарат успішно стартував з поверхні Місяця та за шість хвилин вийшов на навколомісячну орбіту, де 5 грудня о 21.42 він здійснив стикування з орбітальним апаратом. За наступні півгодини зразки місячного ґрунту було перенесено зі злітного апарата в капсулу для доставки на Землю. Після цього злітний модуль відокремився від орбітального і 7 грудня впав на Місяць біля 30° пд. ш. 0° сх. д. / 30° пд. ш. 0° сх. д..
Орбітальний модуль, з'єднаний із засобом доставки зразків, продовжував обертання навколо Місяця ще 5 днів, після чого відбув до Землі. На шляху до неї вони розділилися, і орбітальний модуль полетів до точки Лагранжа L1 системи «Сонце — Земля» для випробовувань техніки та спостереження Сонця.
16 грудня 2020 року, о 17:59 UT, засіб доставки, що містив капсулу зі зразками, успішно приземлився у Внутрішній Монголії.
Восени 2021 року було опубліковано низку статей із результатами досліджень порід Місяця, доставлених місією «Чан'е-5». Виявилося, що базальтовий лавовий покрив, на який сів апарат і який, судячи з підрахунку накопичених кратерів, може бути наймолодшим на Місяці, дійсно дуже молодий: радіоізотопне датування показало вік 2,030 ± 0,004 млрд років, що значно менше за вік усіх доставлених до того місячних базальтів. Цей результат важливий для калібрування методу визначення віку ділянок поверхні небесних тіл за підрахунком кратерів.
17 червня 2022 року повідомлено, що у рамках місії доставлені на Землю зразки місячного ґрунту досліджені на предмет наявності води на Місяці. Результати досліджень показують, що ґрунт та каміння на поверхні природного супутника містять приблизно 30 гідроксильних частин на мільйон.

## Чан'е-5Т1
Чан'е-5Т1 — експериментальна автоматична місячна станція, запущена Китайським національним космічним управлінням 23 жовтня 2014 для проведення випробувань входу в атмосферу спускного апарата, призначеного для експедиції «Чан'е-5».

## Корисне навантаження спускної платформи
Спускна платформа матиме спускні камери, панорамну камеру, мінеральний спектрометр, газоаналітичний інструмент, аналітичний інструмент складу ґрунту, секційний термодетектор зразків і георадар. Для забору зразків апарат матиме роботизовану «руку», роторно-ударне свердло, пастку для відбору зразків і розділові трубки для ізоляції окремих зразків.